# Kvalserien till Elitserien i ishockey 2011
Kvalserien till Elitserien i ishockey 2011 startade den 14 mars och slutade den 8 april 2011. Den bestod av sex lag och spelades som en serie på 10 omgångar där varje lag möttes en gång hemma och en gång borta. Serien bestod av de två sämst placerade lagen i Elitserien 2010/2011, de tre bäst placerade lagen i Hockeyallsvenskan 2010/2011, samt det vinnande laget från Förkvalserien. Växjö Lakers Hockey och Modo Hockey avancerade till spel i Elitserien säsongen 2011/2012.

## Kvalificerade lag
Från Elitserien (lag 11-12):

- Södertälje SK
- Modo Hockey

Från Hockeyallsvenskan (lag 1-3):
- Växjö Lakers Hockey
- Rögle BK
- Örebro HK

Från Förkvalserien till Kvalserien till Elitserien 2011/2012:
- Mora IK

## Tabell
| Nr | Lag             | S  | V | ÖV | ÖF | F | GM | IM | MS  | P  |
| -- | --------------- | -- | - | -- | -- | - | -- | -- | --- | -- |
| 1  | Växjö Lakers HC | 10 | 7 | 2  | 1  | 0 | 36 | 17 | +19 | 26 |
| 2  | Modo Hockey     | 10 | 5 | 1  | 3  | 1 | 30 | 15 | +15 | 20 |
| 3  | Södertälje SK   | 10 | 4 | 2  | 1  | 3 | 27 | 24 | +3  | 17 |
| 4  | Rögle BK        | 10 | 3 | 2  | 0  | 5 | 29 | 31 | −2  | 13 |
| 5  | Örebro HK       | 10 | 2 | 0  | 2  | 6 | 29 | 43 | −14 | 8  |
| 6  | Mora IK         | 10 | 2 | 0  | 0  | 8 | 22 | 43 | −21 | 6  |

## Matcher
Förklaring till förkortningarna i matchfaktan:
- PP1 = Powerplay, laget gjorde mål med en spelare mer på isen
- PP2 = Powerplay, laget gjorde mål med två spelare mer på isen
- SH1 = Short handed, laget gjorde mål med en spelare mindre på isen
- PS = Penalty shot, laget gjorde mål på ett straffslag
- EN = Empty net, laget gjorde mål när motståndarna tagit ut sin målvakt
- GWS = Game winning shot, matchens avgörande straffslag

Omgång 1
|       | 14 mars 2011 | Södertälje SK                                                                        | 3–2 (e. str.)                          | Modo Hockey                                           | AXA Sports Center, Södertälje                        |                                                      |
| 19:00 | 19:00        | (0–1, 2–0, 0–1, 0–0, 1–0) Matchrapport                                               | (0–1, 2–0, 0–1, 0–0, 1–0) Matchrapport | (0–1, 2–0, 0–1, 0–0, 1–0) Matchrapport                | Publik: 3 211 Domare: Wolmer Edqvist Mikael Sjöqvist | Publik: 3 211 Domare: Wolmer Edqvist Mikael Sjöqvist |
| 19:00 | 19:00        | Julian Jacobsen (27:47) Mattias Carlsson (PP1) (38:35) Julian Jacobsen (GWS) (65:00) | Mål                                    | (04:48) Morten Madsen (40:30) (PP1) Hannu Pikkarainen | Publik: 3 211 Domare: Wolmer Edqvist Mikael Sjöqvist | Publik: 3 211 Domare: Wolmer Edqvist Mikael Sjöqvist |
| 19:00 | 19:00        |                                                                                      |                                        |                                                       | Publik: 3 211 Domare: Wolmer Edqvist Mikael Sjöqvist | Publik: 3 211 Domare: Wolmer Edqvist Mikael Sjöqvist |
| 19:00 | 19:00        |                                                                                      |                                        |                                                       | Publik: 3 211 Domare: Wolmer Edqvist Mikael Sjöqvist | Publik: 3 211 Domare: Wolmer Edqvist Mikael Sjöqvist |
| 19:00 | 19:00        |                                                                                      |                                        |                                                       | Publik: 3 211 Domare: Wolmer Edqvist Mikael Sjöqvist | Publik: 3 211 Domare: Wolmer Edqvist Mikael Sjöqvist |
| 19:00 | 19:00        |                                                                                      |                                        |                                                       | Publik: 3 211 Domare: Wolmer Edqvist Mikael Sjöqvist | Publik: 3 211 Domare: Wolmer Edqvist Mikael Sjöqvist |

|       | 14 mars 2011 | Växjö Lakers Hockey | 5–1                          | Mora IK                      | Växjö Ishall, Växjö                                  |                                                      |
| 19:00 | 19:00        | (2–1, 2–0, 1–0) Matchrapport                                                                                            | (2–1, 2–0, 1–0) Matchrapport | (2–1, 2–0, 1–0) Matchrapport | Publik: 2 852 Domare: Thomas Forsström Pehr Claesson | Publik: 2 852 Domare: Thomas Forsström Pehr Claesson |
| 19:00 | 19:00        | Daniel Åhsberg (09:24) Steve Saviano (SH1) (17:16) Erik Josefsson (25:25) Erik Josefsson (34:52) Erik Josefsson (56:16) | Mål                          | (03:09) Martin Johansson     | Publik: 2 852 Domare: Thomas Forsström Pehr Claesson | Publik: 2 852 Domare: Thomas Forsström Pehr Claesson |
| 19:00 | 19:00        | |                              |                              | Publik: 2 852 Domare: Thomas Forsström Pehr Claesson | Publik: 2 852 Domare: Thomas Forsström Pehr Claesson |
| 19:00 | 19:00        | |                              |                              | Publik: 2 852 Domare: Thomas Forsström Pehr Claesson | Publik: 2 852 Domare: Thomas Forsström Pehr Claesson |
| 19:00 | 19:00        | |                              |                              | Publik: 2 852 Domare: Thomas Forsström Pehr Claesson | Publik: 2 852 Domare: Thomas Forsström Pehr Claesson |
| 19:00 | 19:00        | |                              |                              | Publik: 2 852 Domare: Thomas Forsström Pehr Claesson | Publik: 2 852 Domare: Thomas Forsström Pehr Claesson |

|       | 14 mars 2011 | Örebro HK | 6–7 (e. förl.)                    | Rögle BK | Behrn Arena, Örebro                            |                                                |
| 19:00 | 19:00        | (1–2, 3–2, 2–2, 0–1) Matchrapport | (1–2, 3–2, 2–2, 0–1) Matchrapport | (1–2, 3–2, 2–2, 0–1) Matchrapport | Publik: 3 015 Domare: Linus Öhlund Ulf Rådbjer | Publik: 3 015 Domare: Linus Öhlund Ulf Rådbjer |
| 19:00 | 19:00        | Johan Sjödell-Wiklander (19:12) Henrik Löwdahl (20:15) Marcus Weinstock (27:41) Conny Strömberg (38:09) Jonas Karlsson (41:11) Johan Sjödell-Wiklander (46:19) | Mål                               | (03:52) Andrée Brendheden (04:36) Adam Hobson (22:30) Simon Olsson (39:16) Adam Hobson (40:21) Eric Himelfarb (59:52) Jakob Johansson (60:49) (PP1) Daniel Glimmenvall | Publik: 3 015 Domare: Linus Öhlund Ulf Rådbjer | Publik: 3 015 Domare: Linus Öhlund Ulf Rådbjer |
| 19:00 | 19:00        | |                                   | | Publik: 3 015 Domare: Linus Öhlund Ulf Rådbjer | Publik: 3 015 Domare: Linus Öhlund Ulf Rådbjer |
| 19:00 | 19:00        | |                                   | | Publik: 3 015 Domare: Linus Öhlund Ulf Rådbjer | Publik: 3 015 Domare: Linus Öhlund Ulf Rådbjer |
| 19:00 | 19:00        | |                                   | | Publik: 3 015 Domare: Linus Öhlund Ulf Rådbjer | Publik: 3 015 Domare: Linus Öhlund Ulf Rådbjer |
| 19:00 | 19:00        | |                                   | | Publik: 3 015 Domare: Linus Öhlund Ulf Rådbjer | Publik: 3 015 Domare: Linus Öhlund Ulf Rådbjer |

Omgång 2
|       | 17 mars 2011 | Rögle BK                     | 1–2                          | Växjö Lakers Hockey                                        | Lindab Arena, Ängelholm                                |                                                        |
| 19:00 | 19:00        | (0–0, 1–2, 0–0) Matchrapport | (0–0, 1–2, 0–0) Matchrapport | (0–0, 1–2, 0–0) Matchrapport                               | Publik: 3 877 Domare: Niclas Johansson Mikael Sjöqvist | Publik: 3 877 Domare: Niclas Johansson Mikael Sjöqvist |
| 19:00 | 19:00        | Ted Brithén (23:17)          | Mål                          | (20:16) (PP1) Johan Andersson (31:33) (PP1) Daniel Åhsberg | Publik: 3 877 Domare: Niclas Johansson Mikael Sjöqvist | Publik: 3 877 Domare: Niclas Johansson Mikael Sjöqvist |
| 19:00 | 19:00        |                              |                              |                                                            | Publik: 3 877 Domare: Niclas Johansson Mikael Sjöqvist | Publik: 3 877 Domare: Niclas Johansson Mikael Sjöqvist |
| 19:00 | 19:00        |                              |                              |                                                            | Publik: 3 877 Domare: Niclas Johansson Mikael Sjöqvist | Publik: 3 877 Domare: Niclas Johansson Mikael Sjöqvist |
| 19:00 | 19:00        |                              |                              |                                                            | Publik: 3 877 Domare: Niclas Johansson Mikael Sjöqvist | Publik: 3 877 Domare: Niclas Johansson Mikael Sjöqvist |
| 19:00 | 19:00        |                              |                              |                                                            | Publik: 3 877 Domare: Niclas Johansson Mikael Sjöqvist | Publik: 3 877 Domare: Niclas Johansson Mikael Sjöqvist |

|       | 17 mars 2011 | Mora IK                      | 1–6                          | Södertälje SK | FM Mattsson Arena, Mora                          |                                                  |
| 19:00 | 19:00        | (0–2, 1–1, 0–3) Matchrapport | (0–2, 1–1, 0–3) Matchrapport | (0–2, 1–1, 0–3) Matchrapport | Publik: 2 713 Domare: Marcus Linde Pehr Claesson | Publik: 2 713 Domare: Marcus Linde Pehr Claesson |
| 19:00 | 19:00        | Daniel Viksten (PP1) (23:16) | Mål                          | (04:06) Mathias Månsson (09:02) Jonas Almtorp (36:31) Patrik Carlsson (48:32) Ryan Lasch (54:24) Fredric Andersson (55:01) Yanick Lehoux | Publik: 2 713 Domare: Marcus Linde Pehr Claesson | Publik: 2 713 Domare: Marcus Linde Pehr Claesson |
| 19:00 | 19:00        |                              |                              | | Publik: 2 713 Domare: Marcus Linde Pehr Claesson | Publik: 2 713 Domare: Marcus Linde Pehr Claesson |
| 19:00 | 19:00        |                              |                              | | Publik: 2 713 Domare: Marcus Linde Pehr Claesson | Publik: 2 713 Domare: Marcus Linde Pehr Claesson |
| 19:00 | 19:00        |                              |                              | | Publik: 2 713 Domare: Marcus Linde Pehr Claesson | Publik: 2 713 Domare: Marcus Linde Pehr Claesson |
| 19:00 | 19:00        |                              |                              | | Publik: 2 713 Domare: Marcus Linde Pehr Claesson | Publik: 2 713 Domare: Marcus Linde Pehr Claesson |

|       | 17 mars 2011 | Modo Hockey | 6–3                          | Örebro HK                                                                       | Fjällräven Center, Örnsköldsvik                  |                                                  |
| 19:00 | 19:00        | (1–0, 4–1, 1–2) Matchrapport | (1–0, 4–1, 1–2) Matchrapport | (1–0, 4–1, 1–2) Matchrapport                                                    | Publik: 5 852 Domare: Tobias Björk David Bergman | Publik: 5 852 Domare: Tobias Björk David Bergman |
| 19:00 | 19:00        | Ladislav Nagy (PP1) (04:12) Byron Ritchie (21:35) Morten Madsen (SH1+PS) (30:56) Ladislav Nagy (PP1) (32:49) Nicklas Danielsson (35:33) Niklas Sundström (EN) (59:39) | Mål                          | (25:07) (PP1) Henrik Löwdahl (40:15) (PP1) Henrik Löwdahl (47:53) Emil Axelsson | Publik: 5 852 Domare: Tobias Björk David Bergman | Publik: 5 852 Domare: Tobias Björk David Bergman |
| 19:00 | 19:00        | |                              |                                                                                 | Publik: 5 852 Domare: Tobias Björk David Bergman | Publik: 5 852 Domare: Tobias Björk David Bergman |
| 19:00 | 19:00        | |                              |                                                                                 | Publik: 5 852 Domare: Tobias Björk David Bergman | Publik: 5 852 Domare: Tobias Björk David Bergman |
| 19:00 | 19:00        | |                              |                                                                                 | Publik: 5 852 Domare: Tobias Björk David Bergman | Publik: 5 852 Domare: Tobias Björk David Bergman |
| 19:00 | 19:00        | |                              |                                                                                 | Publik: 5 852 Domare: Tobias Björk David Bergman | Publik: 5 852 Domare: Tobias Björk David Bergman |

Omgång 3
|       | 19 mars 2011 | Södertälje SK | 6–2                          | Rögle BK                                        | AXA Sports Center, Södertälje                           |                                                         |
| 16:00 | 16:00        | (3–0, 0–0, 3–2) Matchrapport | (3–0, 0–0, 3–2) Matchrapport | (3–0, 0–0, 3–2) Matchrapport                    | Publik: 3 722 Domare: Christer Lärking Morgan Johansson | Publik: 3 722 Domare: Christer Lärking Morgan Johansson |
| 16:00 | 16:00        | Robert Carlsson (06:06) Ryan Lasch (PP1) (14:48) Julian Jacobsen (16:31) Fredric Andersson (45:43) Mattias Carlsson (48:47) Yanick Lehoux (59:05) | Mål                          | (43:23) Patrik Bergström (48:11) Eric Himelfarb | Publik: 3 722 Domare: Christer Lärking Morgan Johansson | Publik: 3 722 Domare: Christer Lärking Morgan Johansson |
| 16:00 | 16:00        | |                              |                                                 | Publik: 3 722 Domare: Christer Lärking Morgan Johansson | Publik: 3 722 Domare: Christer Lärking Morgan Johansson |
| 16:00 | 16:00        | |                              |                                                 | Publik: 3 722 Domare: Christer Lärking Morgan Johansson | Publik: 3 722 Domare: Christer Lärking Morgan Johansson |
| 16:00 | 16:00        | |                              |                                                 | Publik: 3 722 Domare: Christer Lärking Morgan Johansson | Publik: 3 722 Domare: Christer Lärking Morgan Johansson |
| 16:00 | 16:00        | |                              |                                                 | Publik: 3 722 Domare: Christer Lärking Morgan Johansson | Publik: 3 722 Domare: Christer Lärking Morgan Johansson |

|       | 19 mars 2011 | Växjö Lakers Hockey                                                                                   | 4–2                          | Örebro HK                                                             | Växjö Ishall, Växjö                              |                                                  |
| 16:00 | 16:00        | (1–1, 2–0, 1–1) Matchrapport                                                                          | (1–1, 2–0, 1–1) Matchrapport | (1–1, 2–0, 1–1) Matchrapport                                          | Publik: 3 183 Domare: Wolmer Edqvist Mikael Nord | Publik: 3 183 Domare: Wolmer Edqvist Mikael Nord |
| 16:00 | 16:00        | Joshua Soares (12:42) Steve Saviano (25:42) Daniel Åhsberg (PP1) (27:26) Anders Eriksson (EN) (59:47) | Mål                          | (02:53) Johan Sjödell-Wiklander (51:14) (PP2) Johan Sjödell-Wiklander | Publik: 3 183 Domare: Wolmer Edqvist Mikael Nord | Publik: 3 183 Domare: Wolmer Edqvist Mikael Nord |
| 16:00 | 16:00        | |                              |                                                                       | Publik: 3 183 Domare: Wolmer Edqvist Mikael Nord | Publik: 3 183 Domare: Wolmer Edqvist Mikael Nord |
| 16:00 | 16:00        | |                              |                                                                       | Publik: 3 183 Domare: Wolmer Edqvist Mikael Nord | Publik: 3 183 Domare: Wolmer Edqvist Mikael Nord |
| 16:00 | 16:00        | |                              |                                                                       | Publik: 3 183 Domare: Wolmer Edqvist Mikael Nord | Publik: 3 183 Domare: Wolmer Edqvist Mikael Nord |
| 16:00 | 16:00        | |                              |                                                                       | Publik: 3 183 Domare: Wolmer Edqvist Mikael Nord | Publik: 3 183 Domare: Wolmer Edqvist Mikael Nord |

|       | 19 mars 2011 | Mora IK                      | 0–3                          | Modo Hockey                                                                          | FM Mattsson Arena, Mora                        |                                                |
| 16:00 | 16:00        | (0–0, 0–2, 0–1) Matchrapport | (0–0, 0–2, 0–1) Matchrapport | (0–0, 0–2, 0–1) Matchrapport                                                         | Publik: 3 514 Domare: Tobias Björk Ulf Rådbjer | Publik: 3 514 Domare: Tobias Björk Ulf Rådbjer |
| 16:00 | 16:00        |                              | Mål                          | (21:51) (PP1) Per-Åge Skrøder (32:45) Niklas Sundström (53:32) (PP1) Per-Åge Skrøder | Publik: 3 514 Domare: Tobias Björk Ulf Rådbjer | Publik: 3 514 Domare: Tobias Björk Ulf Rådbjer |
| 16:00 | 16:00        |                              |                              |                                                                                      | Publik: 3 514 Domare: Tobias Björk Ulf Rådbjer | Publik: 3 514 Domare: Tobias Björk Ulf Rådbjer |
| 16:00 | 16:00        |                              |                              |                                                                                      | Publik: 3 514 Domare: Tobias Björk Ulf Rådbjer | Publik: 3 514 Domare: Tobias Björk Ulf Rådbjer |
| 16:00 | 16:00        |                              |                              |                                                                                      | Publik: 3 514 Domare: Tobias Björk Ulf Rådbjer | Publik: 3 514 Domare: Tobias Björk Ulf Rådbjer |
| 16:00 | 16:00        |                              |                              |                                                                                      | Publik: 3 514 Domare: Tobias Björk Ulf Rådbjer | Publik: 3 514 Domare: Tobias Björk Ulf Rådbjer |

Omgång 4
|       | 23 mars 2011 | Örebro HK                                                    | 2–3 (e. förl.)                    | Södertälje SK                                                                   | Behrn Arena, Örebro                                |                                                    |
| 19:00 | 19:00        | (2–0, 0–1, 0–1, 0–1) Matchrapport                            | (2–0, 0–1, 0–1, 0–1) Matchrapport | (2–0, 0–1, 0–1, 0–1) Matchrapport                                               | Publik: 3 339 Domare: Patrik Sjöberg David Bergman | Publik: 3 339 Domare: Patrik Sjöberg David Bergman |
| 19:00 | 19:00        | Henrik Löwdahl (12:59) Johan Sjödell-Wiklander (PP1) (15:08) | Mål                               | (20:43) (PP1) Markus Seikola (42:52) Fredric Andersson (61:43) Mattias Carlsson | Publik: 3 339 Domare: Patrik Sjöberg David Bergman | Publik: 3 339 Domare: Patrik Sjöberg David Bergman |
| 19:00 | 19:00        |                                                              |                                   |                                                                                 | Publik: 3 339 Domare: Patrik Sjöberg David Bergman | Publik: 3 339 Domare: Patrik Sjöberg David Bergman |
| 19:00 | 19:00        |                                                              |                                   |                                                                                 | Publik: 3 339 Domare: Patrik Sjöberg David Bergman | Publik: 3 339 Domare: Patrik Sjöberg David Bergman |
| 19:00 | 19:00        |                                                              |                                   |                                                                                 | Publik: 3 339 Domare: Patrik Sjöberg David Bergman | Publik: 3 339 Domare: Patrik Sjöberg David Bergman |
| 19:00 | 19:00        |                                                              |                                   |                                                                                 | Publik: 3 339 Domare: Patrik Sjöberg David Bergman | Publik: 3 339 Domare: Patrik Sjöberg David Bergman |

|       | 23 mars 2011 | Rögle BK | 5–2                          | Mora IK                                      | Lindab Arena, Ängelholm                            |                                                    |
| 19:00 | 19:00        | (1–0, 1–1, 3–1) Matchrapport | (1–0, 1–1, 3–1) Matchrapport | (1–0, 1–1, 3–1) Matchrapport                 | Publik: 3 495 Domare: Niclas Johansson Mikael Holm | Publik: 3 495 Domare: Niclas Johansson Mikael Holm |
| 19:00 | 19:00        | Ted Brithén (PP1) (04:08) Patrik Bergström (34:17) Jakob Johansson (42:15) Victor Bartley (PP1) (54:30) Viktor Lindgren (59:56) | Mål                          | (22:23) Tony Lagerström (59:07) Viktor Amnér | Publik: 3 495 Domare: Niclas Johansson Mikael Holm | Publik: 3 495 Domare: Niclas Johansson Mikael Holm |
| 19:00 | 19:00        | |                              |                                              | Publik: 3 495 Domare: Niclas Johansson Mikael Holm | Publik: 3 495 Domare: Niclas Johansson Mikael Holm |
| 19:00 | 19:00        | |                              |                                              | Publik: 3 495 Domare: Niclas Johansson Mikael Holm | Publik: 3 495 Domare: Niclas Johansson Mikael Holm |
| 19:00 | 19:00        | |                              |                                              | Publik: 3 495 Domare: Niclas Johansson Mikael Holm | Publik: 3 495 Domare: Niclas Johansson Mikael Holm |
| 19:00 | 19:00        | |                              |                                              | Publik: 3 495 Domare: Niclas Johansson Mikael Holm | Publik: 3 495 Domare: Niclas Johansson Mikael Holm |

|       | 23 mars 2011 | Modo Hockey                       | 1–0 (e. förl.)                    | Växjö Lakers Hockey               | Fjällräven Center, Örnsköldsvik                  |                                                  |
| 19:00 | 19:00        | (0–0, 0–0, 0–0, 1–0) Matchrapport | (0–0, 0–0, 0–0, 1–0) Matchrapport | (0–0, 0–0, 0–0, 1–0) Matchrapport | Publik: 5 508 Domare: Mikael Nord Wolmer Edqvist | Publik: 5 508 Domare: Mikael Nord Wolmer Edqvist |
| 19:00 | 19:00        | Niklas Sundström (63:28)          | Mål                               |                                   | Publik: 5 508 Domare: Mikael Nord Wolmer Edqvist | Publik: 5 508 Domare: Mikael Nord Wolmer Edqvist |
| 19:00 | 19:00        |                                   |                                   |                                   | Publik: 5 508 Domare: Mikael Nord Wolmer Edqvist | Publik: 5 508 Domare: Mikael Nord Wolmer Edqvist |
| 19:00 | 19:00        |                                   |                                   |                                   | Publik: 5 508 Domare: Mikael Nord Wolmer Edqvist | Publik: 5 508 Domare: Mikael Nord Wolmer Edqvist |
| 19:00 | 19:00        |                                   |                                   |                                   | Publik: 5 508 Domare: Mikael Nord Wolmer Edqvist | Publik: 5 508 Domare: Mikael Nord Wolmer Edqvist |
| 19:00 | 19:00        |                                   |                                   |                                   | Publik: 5 508 Domare: Mikael Nord Wolmer Edqvist | Publik: 5 508 Domare: Mikael Nord Wolmer Edqvist |

Omgång 5
|       | 25 mars 2011 | Södertälje SK                                   | 2–3 (e. str.)                          | Växjö Lakers Hockey                                                       | AXA Sports Center, Södertälje                      |                                                    |
| 19:00 | 19:00        | (0–0, 0–0, 2–2, 0–0, 0–1) Matchrapport          | (0–0, 0–0, 2–2, 0–0, 0–1) Matchrapport | (0–0, 0–0, 2–2, 0–0, 0–1) Matchrapport                                    | Publik: 4 053 Domare: Ulf Rådbjer Morgan Johansson | Publik: 4 053 Domare: Ulf Rådbjer Morgan Johansson |
| 19:00 | 19:00        | Mathias Månsson (41:22) Mathias Månsson (59:04) | Mål                                    | (40:21) Steve Saviano (42:20) Steve Saviano (65:00) (GWS) Anders Eriksson | Publik: 4 053 Domare: Ulf Rådbjer Morgan Johansson | Publik: 4 053 Domare: Ulf Rådbjer Morgan Johansson |
| 19:00 | 19:00        |                                                 |                                        |                                                                           | Publik: 4 053 Domare: Ulf Rådbjer Morgan Johansson | Publik: 4 053 Domare: Ulf Rådbjer Morgan Johansson |
| 19:00 | 19:00        |                                                 |                                        |                                                                           | Publik: 4 053 Domare: Ulf Rådbjer Morgan Johansson | Publik: 4 053 Domare: Ulf Rådbjer Morgan Johansson |
| 19:00 | 19:00        |                                                 |                                        |                                                                           | Publik: 4 053 Domare: Ulf Rådbjer Morgan Johansson | Publik: 4 053 Domare: Ulf Rådbjer Morgan Johansson |
| 19:00 | 19:00        |                                                 |                                        |                                                                           | Publik: 4 053 Domare: Ulf Rådbjer Morgan Johansson | Publik: 4 053 Domare: Ulf Rådbjer Morgan Johansson |

|       | 25 mars 2011 | Rögle BK                                                 | 2–1 (e. str.)                          | Modo Hockey                            | Lindab Arena, Ängelholm                         |                                                 |
| 19:00 | 19:00        | (0–1, 0–0, 1–0, 0–0, 1–0) Matchrapport                   | (0–1, 0–0, 1–0, 0–0, 1–0) Matchrapport | (0–1, 0–0, 1–0, 0–0, 1–0) Matchrapport | Publik: 4 509 Domare: Mikael Nord Pehr Claesson | Publik: 4 509 Domare: Mikael Nord Pehr Claesson |
| 19:00 | 19:00        | Simon Olsson (46:46) Christopher Liljewall (GWS) (65:00) | Mål                                    | (15:17) (PP1) Niklas Sundström         | Publik: 4 509 Domare: Mikael Nord Pehr Claesson | Publik: 4 509 Domare: Mikael Nord Pehr Claesson |
| 19:00 | 19:00        |                                                          |                                        |                                        | Publik: 4 509 Domare: Mikael Nord Pehr Claesson | Publik: 4 509 Domare: Mikael Nord Pehr Claesson |
| 19:00 | 19:00        |                                                          |                                        |                                        | Publik: 4 509 Domare: Mikael Nord Pehr Claesson | Publik: 4 509 Domare: Mikael Nord Pehr Claesson |
| 19:00 | 19:00        |                                                          |                                        |                                        | Publik: 4 509 Domare: Mikael Nord Pehr Claesson | Publik: 4 509 Domare: Mikael Nord Pehr Claesson |
| 19:00 | 19:00        |                                                          |                                        |                                        | Publik: 4 509 Domare: Mikael Nord Pehr Claesson | Publik: 4 509 Domare: Mikael Nord Pehr Claesson |

|       | 25 mars 2011 | Mora IK | 6–3                          | Örebro HK                                                                           | FM Mattsson Arena, Mora                            |                                                    |
| 19:00 | 19:00        | (1–0, 2–2, 3–1) Matchrapport | (1–0, 2–2, 3–1) Matchrapport | (1–0, 2–2, 3–1) Matchrapport                                                        | Publik: 2 092 Domare: Tobias Björk Mikael Sjöqvist | Publik: 2 092 Domare: Tobias Björk Mikael Sjöqvist |
| 19:00 | 19:00        | Henrik Eriksson (00:18) Alexander Hilmerson (27:26) Jens Jakobs (PP1) (29:24) Alexander Hilmerson (54:13) Mattias Beck (EN) (57:33) Patrik Andersson (EN) (59:18) | Mål                          | (29:45) Johan Sjödell-Wiklander (36:54) (PP1) Henrik Löwdahl (58:08) Henrik Löwdahl | Publik: 2 092 Domare: Tobias Björk Mikael Sjöqvist | Publik: 2 092 Domare: Tobias Björk Mikael Sjöqvist |
| 19:00 | 19:00        | |                              |                                                                                     | Publik: 2 092 Domare: Tobias Björk Mikael Sjöqvist | Publik: 2 092 Domare: Tobias Björk Mikael Sjöqvist |
| 19:00 | 19:00        | |                              |                                                                                     | Publik: 2 092 Domare: Tobias Björk Mikael Sjöqvist | Publik: 2 092 Domare: Tobias Björk Mikael Sjöqvist |
| 19:00 | 19:00        | |                              |                                                                                     | Publik: 2 092 Domare: Tobias Björk Mikael Sjöqvist | Publik: 2 092 Domare: Tobias Björk Mikael Sjöqvist |
| 19:00 | 19:00        | |                              |                                                                                     | Publik: 2 092 Domare: Tobias Björk Mikael Sjöqvist | Publik: 2 092 Domare: Tobias Björk Mikael Sjöqvist |

Omgång 6
|       | 28 mars 2011 | Växjö Lakers Hockey | 5–1             | Södertälje SK        | Växjö Ishall, Växjö                                  |                                                      |
| 19:00 | 19:00        | (1–1, 3–0, 1–0) | (1–1, 3–0, 1–0) | (1–1, 3–0, 1–0)      | Publik: 3 859 Domare: Wolmer Edqvist Mikael Sjöqvist | Publik: 3 859 Domare: Wolmer Edqvist Mikael Sjöqvist |
| 19:00 | 19:00        | Joakim Hillding (PP1) (19:59) Anders Eriksson (20:56) Dustin Johner (25:28) Joakim Hillding (PP1) (35:03) Anders Eriksson (51:44) | Mål             | (04:53) Linus Videll | Publik: 3 859 Domare: Wolmer Edqvist Mikael Sjöqvist | Publik: 3 859 Domare: Wolmer Edqvist Mikael Sjöqvist |
| 19:00 | 19:00        | |                 |                      | Publik: 3 859 Domare: Wolmer Edqvist Mikael Sjöqvist | Publik: 3 859 Domare: Wolmer Edqvist Mikael Sjöqvist |
| 19:00 | 19:00        | |                 |                      | Publik: 3 859 Domare: Wolmer Edqvist Mikael Sjöqvist | Publik: 3 859 Domare: Wolmer Edqvist Mikael Sjöqvist |
| 19:00 | 19:00        | |                 |                      | Publik: 3 859 Domare: Wolmer Edqvist Mikael Sjöqvist | Publik: 3 859 Domare: Wolmer Edqvist Mikael Sjöqvist |
| 19:00 | 19:00        | |                 |                      | Publik: 3 859 Domare: Wolmer Edqvist Mikael Sjöqvist | Publik: 3 859 Domare: Wolmer Edqvist Mikael Sjöqvist |

|       | 28 mars 2011 | Örebro HK          | 1–4             | Mora IK                                                                                          | Behrn Arena, Örebro                            |                                                |
| 19:00 | 19:00        | (0–0, 1–4, 0–0)    | (0–0, 1–4, 0–0) | (0–0, 1–4, 0–0)                                                                                  | Publik: 2 126 Domare: Mikael Nord Tobias Björk | Publik: 2 126 Domare: Mikael Nord Tobias Björk |
| 19:00 | 19:00        | Pär Edblom (26:33) | Mål             | (24:01) Mikael Zettergren (24:54) Jens Jakobs (29:45) Mikael Zettergren (37:12) Martin Johansson | Publik: 2 126 Domare: Mikael Nord Tobias Björk | Publik: 2 126 Domare: Mikael Nord Tobias Björk |
| 19:00 | 19:00        |                    |                 |                                                                                                  | Publik: 2 126 Domare: Mikael Nord Tobias Björk | Publik: 2 126 Domare: Mikael Nord Tobias Björk |
| 19:00 | 19:00        |                    |                 |                                                                                                  | Publik: 2 126 Domare: Mikael Nord Tobias Björk | Publik: 2 126 Domare: Mikael Nord Tobias Björk |
| 19:00 | 19:00        |                    |                 |                                                                                                  | Publik: 2 126 Domare: Mikael Nord Tobias Björk | Publik: 2 126 Domare: Mikael Nord Tobias Björk |
| 19:00 | 19:00        |                    |                 |                                                                                                  | Publik: 2 126 Domare: Mikael Nord Tobias Björk | Publik: 2 126 Domare: Mikael Nord Tobias Björk |

|       | 28 mars 2011 | Modo Hockey            | 1–2             | Rögle BK                                         | Fjällräven Center, Örnsköldsvik                      |                                                      |
| 19:00 | 19:00        | (0–1, 1–0, 0–1)        | (0–1, 1–0, 0–1) | (0–1, 1–0, 0–1)                                  | Publik: 4 731 Domare: Christer Lärking David Bergman | Publik: 4 731 Domare: Christer Lärking David Bergman |
| 19:00 | 19:00        | Ľuboš Bartečko (28:31) | Mål             | (13:35) Adam Hobson (51:19) (PP1) Victor Bartley | Publik: 4 731 Domare: Christer Lärking David Bergman | Publik: 4 731 Domare: Christer Lärking David Bergman |
| 19:00 | 19:00        |                        |                 |                                                  | Publik: 4 731 Domare: Christer Lärking David Bergman | Publik: 4 731 Domare: Christer Lärking David Bergman |
| 19:00 | 19:00        |                        |                 |                                                  | Publik: 4 731 Domare: Christer Lärking David Bergman | Publik: 4 731 Domare: Christer Lärking David Bergman |
| 19:00 | 19:00        |                        |                 |                                                  | Publik: 4 731 Domare: Christer Lärking David Bergman | Publik: 4 731 Domare: Christer Lärking David Bergman |
| 19:00 | 19:00        |                        |                 |                                                  | Publik: 4 731 Domare: Christer Lärking David Bergman | Publik: 4 731 Domare: Christer Lärking David Bergman |

Omgång 7
|       | 30 mars 2011 | Södertälje SK          | 1–4             | Örebro HK | AXA Sports Center, Södertälje                        |                                                      |
| 19:00 | 19:00        | (0–0, 1–1, 0–3)        | (0–0, 1–1, 0–3) | (0–0, 1–1, 0–3)                                                                                               | Publik: 3 147 Domare: Morgan Johansson Pehr Claesson | Publik: 3 147 Domare: Morgan Johansson Pehr Claesson |
| 19:00 | 19:00        | Lukas Kilström (39:53) | Mål             | (29:29) (PP1) Pär Edblom (52:46) Jon Palmebjörk (55:20) Markus Andersson (56:26) (EN) Johan Sjödell-Wiklander | Publik: 3 147 Domare: Morgan Johansson Pehr Claesson | Publik: 3 147 Domare: Morgan Johansson Pehr Claesson |
| 19:00 | 19:00        |                        |                 | | Publik: 3 147 Domare: Morgan Johansson Pehr Claesson | Publik: 3 147 Domare: Morgan Johansson Pehr Claesson |
| 19:00 | 19:00        |                        |                 | | Publik: 3 147 Domare: Morgan Johansson Pehr Claesson | Publik: 3 147 Domare: Morgan Johansson Pehr Claesson |
| 19:00 | 19:00        |                        |                 | | Publik: 3 147 Domare: Morgan Johansson Pehr Claesson | Publik: 3 147 Domare: Morgan Johansson Pehr Claesson |
| 19:00 | 19:00        |                        |                 | | Publik: 3 147 Domare: Morgan Johansson Pehr Claesson | Publik: 3 147 Domare: Morgan Johansson Pehr Claesson |

|       | 30 mars 2011 | Växjö Lakers Hockey                                                                | 3–2 (e. str.)             | Modo Hockey                                   | Växjö Ishall, Växjö                             |                                                 |
| 19:00 | 19:00        | (0–1, 1–0, 1–1, 0–0, 1–0)                                                          | (0–1, 1–0, 1–1, 0–0, 1–0) | (0–1, 1–0, 1–1, 0–0, 1–0)                     | Publik: 3 869 Domare: Sören Persson Mikael Nord | Publik: 3 869 Domare: Sören Persson Mikael Nord |
| 19:00 | 19:00        | Daniel Åhsberg (PP1) (33:51) Anders Eriksson (52:21) Anders Eriksson (GWS) (65:00) | Mål                       | (07:06) Per-Åge Skrøder (52:37) Byron Ritchie | Publik: 3 869 Domare: Sören Persson Mikael Nord | Publik: 3 869 Domare: Sören Persson Mikael Nord |
| 19:00 | 19:00        |                                                                                    |                           |                                               | Publik: 3 869 Domare: Sören Persson Mikael Nord | Publik: 3 869 Domare: Sören Persson Mikael Nord |
| 19:00 | 19:00        |                                                                                    |                           |                                               | Publik: 3 869 Domare: Sören Persson Mikael Nord | Publik: 3 869 Domare: Sören Persson Mikael Nord |
| 19:00 | 19:00        |                                                                                    |                           |                                               | Publik: 3 869 Domare: Sören Persson Mikael Nord | Publik: 3 869 Domare: Sören Persson Mikael Nord |
| 19:00 | 19:00        |                                                                                    |                           |                                               | Publik: 3 869 Domare: Sören Persson Mikael Nord | Publik: 3 869 Domare: Sören Persson Mikael Nord |

|       | 30 mars 2011 | Mora IK                                               | 2–4             | Rögle BK                                                                                                 | FM Mattsson Arena, Mora                            |                                                    |
| 19:00 | 19:00        | (0–1, 0–2, 2–1)                                       | (0–1, 0–2, 2–1) | (0–1, 0–2, 2–1)                                                                                          | Publik: 2 112 Domare: Mikael Sjöqvist Marcus Linde | Publik: 2 112 Domare: Mikael Sjöqvist Marcus Linde |
| 19:00 | 19:00        | Daniel Viksten (PP2) (40:17) Martin Johansson (46:29) | Mål             | (08:58) (PP1) Adam Hobson (31:28) Simon Olsson (39:22) Alexander Johansson (58:43) (EN) Henrik Björklund | Publik: 2 112 Domare: Mikael Sjöqvist Marcus Linde | Publik: 2 112 Domare: Mikael Sjöqvist Marcus Linde |
| 19:00 | 19:00        |                                                       |                 | | Publik: 2 112 Domare: Mikael Sjöqvist Marcus Linde | Publik: 2 112 Domare: Mikael Sjöqvist Marcus Linde |
| 19:00 | 19:00        |                                                       |                 | | Publik: 2 112 Domare: Mikael Sjöqvist Marcus Linde | Publik: 2 112 Domare: Mikael Sjöqvist Marcus Linde |
| 19:00 | 19:00        |                                                       |                 | | Publik: 2 112 Domare: Mikael Sjöqvist Marcus Linde | Publik: 2 112 Domare: Mikael Sjöqvist Marcus Linde |
| 19:00 | 19:00        |                                                       |                 | | Publik: 2 112 Domare: Mikael Sjöqvist Marcus Linde | Publik: 2 112 Domare: Mikael Sjöqvist Marcus Linde |

Omgång 8
|       | 3 april 2011 | Örebro HK                                      | 2–5             | Växjö Lakers | Behrn Arena, Örebro                                |                                                    |
| 16:00 | 16:00        | (0–1, 1–4, 1–0)                                | (0–1, 1–4, 1–0) | (0–1, 1–4, 1–0) | Publik: 2 643 Domare: Wolmer Edqvist David Bergman | Publik: 2 643 Domare: Wolmer Edqvist David Bergman |
| 16:00 | 16:00        | Henrik Löwdahl (39:40) Johan Adolfsson (53:03) | Mål             | (11:33) Joakim Hillding (27:12) Erik Josefsson (30:56) Anders Eriksson (35:53) Nils Andersson (36:25) Erik Josefsson | Publik: 2 643 Domare: Wolmer Edqvist David Bergman | Publik: 2 643 Domare: Wolmer Edqvist David Bergman |
| 16:00 | 16:00        |                                                |                 | | Publik: 2 643 Domare: Wolmer Edqvist David Bergman | Publik: 2 643 Domare: Wolmer Edqvist David Bergman |
| 16:00 | 16:00        |                                                |                 | | Publik: 2 643 Domare: Wolmer Edqvist David Bergman | Publik: 2 643 Domare: Wolmer Edqvist David Bergman |
| 16:00 | 16:00        |                                                |                 | | Publik: 2 643 Domare: Wolmer Edqvist David Bergman | Publik: 2 643 Domare: Wolmer Edqvist David Bergman |
| 16:00 | 16:00        |                                                |                 | | Publik: 2 643 Domare: Wolmer Edqvist David Bergman | Publik: 2 643 Domare: Wolmer Edqvist David Bergman |

|       | 3 april 2011 | Rögle BK            | 1–2             | Södertälje SK                                    | Lindab Arena, Ängelholm                         |                                                 |
| 16:00 | 16:00        | (1–0, 0–2, 0–0)     | (1–0, 0–2, 0–0) | (1–0, 0–2, 0–0)                                  | Publik: 4 971 Domare: Sören Persson Mikael Nord | Publik: 4 971 Domare: Sören Persson Mikael Nord |
| 16:00 | 16:00        | Ted Brithén (02:41) | Mål             | (22:41) Patrik Carlsson (39:18) (PP1) Ryan Lasch | Publik: 4 971 Domare: Sören Persson Mikael Nord | Publik: 4 971 Domare: Sören Persson Mikael Nord |
| 16:00 | 16:00        |                     |                 |                                                  | Publik: 4 971 Domare: Sören Persson Mikael Nord | Publik: 4 971 Domare: Sören Persson Mikael Nord |
| 16:00 | 16:00        |                     |                 |                                                  | Publik: 4 971 Domare: Sören Persson Mikael Nord | Publik: 4 971 Domare: Sören Persson Mikael Nord |
| 16:00 | 16:00        |                     |                 |                                                  | Publik: 4 971 Domare: Sören Persson Mikael Nord | Publik: 4 971 Domare: Sören Persson Mikael Nord |
| 16:00 | 16:00        |                     |                 |                                                  | Publik: 4 971 Domare: Sören Persson Mikael Nord | Publik: 4 971 Domare: Sören Persson Mikael Nord |

|       | 3 april 2011 | Modo Hockey | 8–1             | Mora IK             | Fjällräven Center, Örnsköldsvik                         |                                                         |
| 16:00 | 16:00        | (1–0, 5–1, 2–0) | (1–0, 5–1, 2–0) | (1–0, 5–1, 2–0)     | Publik: 6 141 Domare: Christer Lärking Thomas Forsström | Publik: 6 141 Domare: Christer Lärking Thomas Forsström |
| 16:00 | 16:00        | Nicklas Danielsson (19:25) Anton Hedman (26:03) Per-Åge Skrøder (27:20) Ladislav Nagy (27:53) Magnus Häggström (31:10) Robert Rosén (PP1) (34:28) Mattias Timander (SH1) (45:46) Per-Åge Skrøder (PP1) (55:42) | Mål             | (37:49) Jens Jakobs | Publik: 6 141 Domare: Christer Lärking Thomas Forsström | Publik: 6 141 Domare: Christer Lärking Thomas Forsström |
| 16:00 | 16:00        | |                 |                     | Publik: 6 141 Domare: Christer Lärking Thomas Forsström | Publik: 6 141 Domare: Christer Lärking Thomas Forsström |
| 16:00 | 16:00        | |                 |                     | Publik: 6 141 Domare: Christer Lärking Thomas Forsström | Publik: 6 141 Domare: Christer Lärking Thomas Forsström |
| 16:00 | 16:00        | |                 |                     | Publik: 6 141 Domare: Christer Lärking Thomas Forsström | Publik: 6 141 Domare: Christer Lärking Thomas Forsström |
| 16:00 | 16:00        | |                 |                     | Publik: 6 141 Domare: Christer Lärking Thomas Forsström | Publik: 6 141 Domare: Christer Lärking Thomas Forsström |

Omgång 9
|       | 6 april 2011 | Södertälje SK                                                                          | 3–2             | Mora IK                                                | AXA Sports Center, Södertälje                   |                                                 |
| 19:00 | 19:00        | (2–1, 1–0, 0–1)                                                                        | (2–1, 1–0, 0–1) | (2–1, 1–0, 0–1)                                        | Publik: 4 846 Domare: Mikael Nord Pehr Claesson | Publik: 4 846 Domare: Mikael Nord Pehr Claesson |
| 19:00 | 19:00        | Mattias Carlsson (PP1) (13:46) Robert Carlsson (16:35) Fredric Andersson (PP1) (22:37) | Mål             | (00:21) Martin Johansson (57:39) (PP1) Henrik Eriksson | Publik: 4 846 Domare: Mikael Nord Pehr Claesson | Publik: 4 846 Domare: Mikael Nord Pehr Claesson |
| 19:00 | 19:00        |                                                                                        |                 |                                                        | Publik: 4 846 Domare: Mikael Nord Pehr Claesson | Publik: 4 846 Domare: Mikael Nord Pehr Claesson |
| 19:00 | 19:00        |                                                                                        |                 |                                                        | Publik: 4 846 Domare: Mikael Nord Pehr Claesson | Publik: 4 846 Domare: Mikael Nord Pehr Claesson |
| 19:00 | 19:00        |                                                                                        |                 |                                                        | Publik: 4 846 Domare: Mikael Nord Pehr Claesson | Publik: 4 846 Domare: Mikael Nord Pehr Claesson |
| 19:00 | 19:00        |                                                                                        |                 |                                                        | Publik: 4 846 Domare: Mikael Nord Pehr Claesson | Publik: 4 846 Domare: Mikael Nord Pehr Claesson |

|       | 6 april 2011 | Växjö Lakers Hockey                                                                                  | 4–2             | Rögle BK                                                     | Växjö Ishall, Växjö                                 |                                                     |
| 19:00 | 19:00        | (1–1, 1–1, 2–0)                                                                                      | (1–1, 1–1, 2–0) | (1–1, 1–1, 2–0)                                              | Publik: 3 845 Domare: Ulf Rönnberg Thomas Andersson | Publik: 3 845 Domare: Ulf Rönnberg Thomas Andersson |
| 19:00 | 19:00        | Dustin Johner (05:45) Nicklas Rahm (28:29) Johan Andersson (EN) (57:36) Johan Andersson (EN) (59:32) | Mål             | (04:23) (PP1) Jesper Jensen (20:39) (PP1) Daniel Glimmenvall | Publik: 3 845 Domare: Ulf Rönnberg Thomas Andersson | Publik: 3 845 Domare: Ulf Rönnberg Thomas Andersson |
| 19:00 | 19:00        | |                 |                                                              | Publik: 3 845 Domare: Ulf Rönnberg Thomas Andersson | Publik: 3 845 Domare: Ulf Rönnberg Thomas Andersson |
| 19:00 | 19:00        | |                 |                                                              | Publik: 3 845 Domare: Ulf Rönnberg Thomas Andersson | Publik: 3 845 Domare: Ulf Rönnberg Thomas Andersson |
| 19:00 | 19:00        | |                 |                                                              | Publik: 3 845 Domare: Ulf Rönnberg Thomas Andersson | Publik: 3 845 Domare: Ulf Rönnberg Thomas Andersson |
| 19:00 | 19:00        | |                 |                                                              | Publik: 3 845 Domare: Ulf Rönnberg Thomas Andersson | Publik: 3 845 Domare: Ulf Rönnberg Thomas Andersson |

|       | 6 april 2011 | Örebro HK             | 1–4             | Modo Hockey | Behrn Arena, Örebro                                 |                                                     |
| 19:00 | 19:00        | (0–0, 1–3, 0–1)       | (0–0, 1–3, 0–1) | (0–0, 1–3, 0–1)                                                                                                   | Publik: 3 126 Domare: Mikael Sjöqvist Sören Persson | Publik: 3 126 Domare: Mikael Sjöqvist Sören Persson |
| 19:00 | 19:00        | Emil Axelsson (22:50) | Mål             | (24:03) Ole Kristian Tollefsen (25:27) (PP1) Robert Rosén (28:33) Niklas Sundström (53:01) (PP1) Niklas Sundström | Publik: 3 126 Domare: Mikael Sjöqvist Sören Persson | Publik: 3 126 Domare: Mikael Sjöqvist Sören Persson |
| 19:00 | 19:00        |                       |                 | | Publik: 3 126 Domare: Mikael Sjöqvist Sören Persson | Publik: 3 126 Domare: Mikael Sjöqvist Sören Persson |
| 19:00 | 19:00        |                       |                 | | Publik: 3 126 Domare: Mikael Sjöqvist Sören Persson | Publik: 3 126 Domare: Mikael Sjöqvist Sören Persson |
| 19:00 | 19:00        |                       |                 | | Publik: 3 126 Domare: Mikael Sjöqvist Sören Persson | Publik: 3 126 Domare: Mikael Sjöqvist Sören Persson |
| 19:00 | 19:00        |                       |                 | | Publik: 3 126 Domare: Mikael Sjöqvist Sören Persson | Publik: 3 126 Domare: Mikael Sjöqvist Sören Persson |

Omgång 10
|       | 8 april 2011 | Rögle BK                                                                     | 3–5             | Örebro HK | Lindab Arena, Ängelholm                         |                                                 |
| 19:00 | 19:00        | (0–0, 1–2, 2–3)                                                              | (0–0, 1–2, 2–3) | (0–0, 1–2, 2–3) | Publik: 2 766 Domare: Pehr Claesson Mikael Holm | Publik: 2 766 Domare: Pehr Claesson Mikael Holm |
| 19:00 | 19:00        | Ted Brithén (PP1) (21:41) Ted Brithén (46:45) Henrik Björklund (PP1) (51:10) | Mål             | (35:57) (PP1) Pär Edblom (38:00) Johan Sjödell-Wiklander (44:43) Johan Adolfsson (53:02) (PP1) Fredrik Orrsten (57:32) (EN) Johan Sjödell-Wiklander | Publik: 2 766 Domare: Pehr Claesson Mikael Holm | Publik: 2 766 Domare: Pehr Claesson Mikael Holm |
| 19:00 | 19:00        |                                                                              |                 | | Publik: 2 766 Domare: Pehr Claesson Mikael Holm | Publik: 2 766 Domare: Pehr Claesson Mikael Holm |
| 19:00 | 19:00        |                                                                              |                 | | Publik: 2 766 Domare: Pehr Claesson Mikael Holm | Publik: 2 766 Domare: Pehr Claesson Mikael Holm |
| 19:00 | 19:00        |                                                                              |                 | | Publik: 2 766 Domare: Pehr Claesson Mikael Holm | Publik: 2 766 Domare: Pehr Claesson Mikael Holm |
| 19:00 | 19:00        |                                                                              |                 | | Publik: 2 766 Domare: Pehr Claesson Mikael Holm | Publik: 2 766 Domare: Pehr Claesson Mikael Holm |

|       | 8 april 2011 | Mora IK                                                                    | 3–5             | Växjö Lakers Hockey | FM Mattsson Arena, Mora                                     |                                                             |
| 19:00 | 19:00        | (0–1, 2–2, 1–2)                                                            | (0–1, 2–2, 1–2) | (0–1, 2–2, 1–2) | Publik: 1 630 Domare: Christer Lärking Christoffer Karlsson | Publik: 1 630 Domare: Christer Lärking Christoffer Karlsson |
| 19:00 | 19:00        | Henrik Eriksson (20:59) Mikael Zettergren (32:57) Patrik Andersson (45:10) | Mål             | (14:52) (PP1) Dustin Johner (29:35) Joakim Hillding (37:58) Gustav Hjalmarsson (45:24) David Lundbohm (56:49) Christian Magnusson | Publik: 1 630 Domare: Christer Lärking Christoffer Karlsson | Publik: 1 630 Domare: Christer Lärking Christoffer Karlsson |
| 19:00 | 19:00        |                                                                            |                 | | Publik: 1 630 Domare: Christer Lärking Christoffer Karlsson | Publik: 1 630 Domare: Christer Lärking Christoffer Karlsson |
| 19:00 | 19:00        |                                                                            |                 | | Publik: 1 630 Domare: Christer Lärking Christoffer Karlsson | Publik: 1 630 Domare: Christer Lärking Christoffer Karlsson |
| 19:00 | 19:00        |                                                                            |                 | | Publik: 1 630 Domare: Christer Lärking Christoffer Karlsson | Publik: 1 630 Domare: Christer Lärking Christoffer Karlsson |
| 19:00 | 19:00        |                                                                            |                 | | Publik: 1 630 Domare: Christer Lärking Christoffer Karlsson | Publik: 1 630 Domare: Christer Lärking Christoffer Karlsson |

|       | 8 april 2011 | Modo Hockey                                  | 2–0             | Södertälje SK   | Fjällräven Center, Örnsköldsvik                     |                                                     |
| 19:00 | 19:00        | (0–0, 2–0, 0–0)                              | (0–0, 2–0, 0–0) | (0–0, 2–0, 0–0) | Publik: 7 600 Domare: Patrik Sjöberg Wolmer Edqvist | Publik: 7 600 Domare: Patrik Sjöberg Wolmer Edqvist |
| 19:00 | 19:00        | Robert Rosén (24:01) Per-Åge Skrøder (24:09) | Mål             |                 | Publik: 7 600 Domare: Patrik Sjöberg Wolmer Edqvist | Publik: 7 600 Domare: Patrik Sjöberg Wolmer Edqvist |
| 19:00 | 19:00        |                                              |                 |                 | Publik: 7 600 Domare: Patrik Sjöberg Wolmer Edqvist | Publik: 7 600 Domare: Patrik Sjöberg Wolmer Edqvist |
| 19:00 | 19:00        |                                              |                 |                 | Publik: 7 600 Domare: Patrik Sjöberg Wolmer Edqvist | Publik: 7 600 Domare: Patrik Sjöberg Wolmer Edqvist |
| 19:00 | 19:00        |                                              |                 |                 | Publik: 7 600 Domare: Patrik Sjöberg Wolmer Edqvist | Publik: 7 600 Domare: Patrik Sjöberg Wolmer Edqvist |
| 19:00 | 19:00        |                                              |                 |                 | Publik: 7 600 Domare: Patrik Sjöberg Wolmer Edqvist | Publik: 7 600 Domare: Patrik Sjöberg Wolmer Edqvist |